# Mycocepurus
Mycocepurus is een geslacht van mieren uit de onderfamilie van de Myrmicinae (Knoopmieren).

## Soorten
- M. castrator Rabeling & Bacci, 2010
- M. curvispinosus Mackay, 1998
- M. goeldii (Forel, 1893)
- M. obsoletus Emery, 1913
- M. smithii Forel, 1893
- M. tardus Weber, 1940